# فتح باستیل

یورش به قلعه باستیل در ۱۴ ژوئیه ۱۷۸۹، از نخستین جرقه‌های انقلاب فرانسه

فتح باستیل (به فرانسوی: Prise de la Bastille) در صبح ۱۴ ژوئیه ۱۷۸۹ در پاریس، فرانسه رخ داد. قلعه قرون وسطی و زندان در پاریس که با نام قلعه باستیل شناخته می‌شد به عنوان نمایندگی سلطنت در مرکز پاریس قرار داشت. در زمان یورش به زندان تنها هفت زندانی در آن زندانی بودند با این‌حال این زندان به نمادی از سوءاستفاده از سلطنت تبدیل شده‌بود و سقوط آن نقطه انفجار انقلاب فرانسه بود.
در فرانسه، سالروز این واقعه را با عنوان جشن‌های روز ملی فرانسه، جشن می‌گیرند.